# Шангајски торањ
Шангајски торањ 128-спратни је облакодер висок 632 метара који се налази у Шангају. Друга је по висини највиша зграда на свету и дели рекорд (са Пинг Ан финансијским центром) за највиши светски видиковац, који се налази на висини од 562 метара. Такође је до 2017. године држао рекорд и за друге најбрже лифтове, који достижу брзину до 20,5 метара по секунди (74 km/h),  када су их заменили лифтови из Финансијског центра Гуангџоу, с највишом брзином од 21 метра по секунди (76 km/h). Зграду је дизајнирала фирма Gensler, тренутно је поседује Шангајска градска влада, а она је највиша од првих светских троструко суседних супер-високих зграда у дистрикту Пудонг, док су друге две Јин Мао кула и Шангајски светски финансијски центар. Зградина степенаста конструкција дизајнирана за високу енергетску ефикасност пружа девет одвојених зона подељених између канцеларија, малопродајних и забавних објеката.
Изградња торња је почела у новембру 2008. и достигла је врх 3. августа 2013. године. Екстеријер је завршен у лето 2015, док је целокупна изградња завршена у септембру исте године. Иако је првобитно планирано да зграда буде отворена за јавност у новембру 2014. године, датум коначног отварања је константно померан. Видиковац је отворен за посетиоце у јулу 2016; период од јула до септембра 2016. године сматран је „пробним” или „периодом пуштања у рад”. Од 26. априла 2017. године, видиковац на 118. спрату је отворен за јавност. Од отварања торња било је значајних проблема са одржавањем, док је већина простора унутар зграде остало непопуњено.
Шангајски торањ је освојио награду Тијен-јоу Џем за цивилно инжињерство 2018. године.

## Планирање и финансирање
Планирани модели за финансијски округ Луџиазуи из 1993. године показују планове за блиску групу од три супер-облакодера. Први од њих, Јин Мао кула, завршена је 1999; суседни Шангајски светски финансијски центар (ШСФЦ) отворен је 2008. године.
Шангајски торањ је у власништву Yeti Construction and Development, конзорцијума државних развојних компанија, који укључује Shanghai Chengtou Corp, Shanghai Lujiazui Finance & Trade Zone Development Co. и Shanghai Construction Group. Финансирање изградње торња осигурано је од стране акционара, банкарских зајмова и општинске владе Шангаја. Процењени трошак изградње торња износио је 2,4 милијарде америчких долара.

## Дизајн
Шангајски торањ дизајнирала је америчка архитектонска фирма Gensler, а шангајски архитекта Џун Сија предводио је дизајнерски тим.
Торањ има облик девет цилиндричних зграда сложених једну на другу, са укупно 128 спратова, од којих су сви затворени унутрашњим слојем стаклене фасаде. Између тог и спољашњег слоја, који се увија док се подиже, девет затворених зона пружа јавни простор за посетиоце. Свако од ових девет подручја има свој атријум, који садржи баште, кафиће, ресторане и малопродајни простор и пружа панорамски поглед на град.
Оба слоја фасаде су транспарентни, а у основи торња обезбеђени су простори за малопродају и догађаје. Прозирна фасада је јединствена карактеристика дизајна, јер већина зграда има само једну фасаду која користи високо рефлектујуће стакло за смањење апсорпције топлоте, али двоструки слој стакла у Шангајском торњу елиминише потребу да било који слој буде непровидан. Торањ може да прими чак 16.000 људи дневно.
Шангајски торањ се придружује кули Јин Мао и ШСФЦ-у, који заједно формирају светску прву суседну групу од три супер-високе зграде. Зградиним хотел са 258 соба, смештеним између 84. и 110. спрата, управља Jin Jiang International Hotels као Shanghai Tower J-Hotel, а по завршетку ово ће бити највиши хотел на свету. У торњу ће бити смештен и музеј. Под-нивои торња пружају паркинг места за 1.800 возила.

### Вертикални транспортни систем
Вертикални транспортни систем Шангајског торња дизајнирао је америчка компанија Edgett Williams Consulting Group, са главним директором Стивом Еџетом. Блиско сарађујући са Генслеровим дизајнерским и техничким тимовима како би створио високо ефикасно језгро, Еџет је створио систем лифтова у којем се канцеларијски спратови опслужују кроз 4 небеска лобија, од којих сваки служи двоспратним шатл лифтовима. Приступ хотелу је кроз предворје 5. лобија на нивоима 101/102. Сваки небески лоби на два нивоа служи као центар заједнице за ту зону зграде, са садржајима попут хране и пића, као и салама за конференције. Локалне зоне опслужују једноспратни лифтови у целом торњу, а осматрачницу на врху торња опслужују три ултрабрза шатл лифта која путују брзином од 18 метара у секунди, што је највећа брзина коришћена за комерцијалну употребу у зградама. Ова три шатл лифта су допуњена са три ватрогасна лифта што ће значајно повећати пропусност посетиоца до осматрачнице у вршним периодима употребе. У случају пожара или неке друге ванредне ситуације, шатл лифтови у згради дизајнирани су за евакуацију станара са посебно дизајнираних спратова за уточиште који се налазе у правилним интервалима у целој висини куле.
У септембру 2011. године, Mitsubishi Electric је објавио да је победио у понуди за изградњу система лифтова у Шангајском торњу. Mitsubishi је испоручио свих 149 лифтова, укључујући три брза модела способна да пређу 1.080 метара у минуту. Када су инсталирани (2014), били су најбржи једноспратни лифтови на свету (18 метара у секунди), односно двоспратни лифтови (10 метара у секунди). У саопштењу за штампу компаније Mitsubishi од 10. маја 2016. наводи се да је један од три инсталирана шатл лифта путовао брзином од 1230 метара у минуту − што је еквивалентно 73,8 километара на сат, што је највећа брзина коју је икад постигао путнички лифт инсталиран у функционалној згради. Зграда је такође оборила рекорд у најудаљенијем путујућем појединачном лифту на свету, на 578,5 метара, надмашивши рекорд који је држала Бурџ Калифа. Прилагођени пригушивач масе Шангајског торња, дизајниран да ограничи љуљање на врху конструкције, био је највећи на свету у време његове инсталације.

### Одрживост
Шангајски торањ садржи бројне елементе зелене архитектуре; њени власници су добили сертификате од Кинеског одбора за зелену градњу и Америчког савета за зелену градњу за одрживи дизајн зграде. 2013. године, портпарол Генслера описао је торањ као „најзеленију супер-високу зграду на земљи у овом тренутку”. Зграда је дизајнирана за прикупљање кишнице за унутрашњу употребу и за рециклирање дела отпадних вода.
Дизајн стаклене фасаде торња, који се заокреће за 120° са повећањем висине, намењен је смањењу оптерећења ветра на зграду за 24%. Ово је смањило потребну количину грађевинског материјала; Шангајски торањ је користио 25% мање структурног челика од конвенционалног дизајна сличне висине. Као резултат, конструктори зграде уштедели су око 58 милиона америчких долара материјалних трошкова. Грађевинске праксе су такође биле одрживе. Иако ће већину енергије торња обезбедити конвенционални електроенергетски системи, 270 ветрогенератора са вертикалном осом смештених на фасади и близу врха торња могу да произведу до 350.000 kWh додатне електричне енергије годишње, и очекује се да ће обезбедити 10% електричних потреба зграде. Двослојна изолациона стаклена фасада дизајнирана је да смањи потребу за климатизацијом у затвореном, а састоји се од напредног ојачаног стакла са великом толеранцијом на температурне разлике. Поред тога, системи грејања и хлађења зграде користе изворе геотермалне енергије. Додатно, киша и отпадне воде се рециклирају за испирање тоалета и наводњавање зелених површина куле.

## Конструкција
2008. године, локација − претходно полигон за вожњу − била је припремљена за изградњу. Церемонија почетка градње одржана је 29. новембра исте године, након што је торањ прошао студију утицаја на животну средину. Главни извођач радова на пројекту био је Shanghai Construction Group, члан конзорцијума који је власник торња.
Поновљени поступак обликовања клизања коришћен је за конструкцију језгра куле од спрата до спрата. Крајем априла 2011. челична арматура куле подигла се на 18. спрат, док је њено бетонско језгро достигло 15. спрат, а уоквиравање спратова било је завршено до четвртог спрата. Крајем децембра 2011. године темељи торња су завршени, а његова челична конструкција уздигнута је изнад 30. спрата. Почетком фебруара 2012. бетонско језгро куле подигло се на висину од 230 метара, са завршених педесетак спратова. У првим месецима 2012. године почеле су да се појављују пукотине на путевима у близини градилиште куле. За то су била крива пропадања тла, која су највероватније проузрокована прекомерним извлачењем подземних вода на подручју Шангаја, а не тежина Шангајског торња.
До маја 2012. године, језгро куле је било високо 250 метара, док су спратови били уоквирени на висину од 200 метара. Почетком септембра 2012. језгро је достигло висину од 338 метара. До краја 2012, кула је достигла 90. спрат и висину од око 425 метара. До 11. априла 2013. године, торањ је достигао 108 спратова, висок преко 500 метара и тиме премашујући висину два суседна супер-висока облакодера, кулу Јин Мао и ШСФЦ.
Грађевински тимови поставили су последњу конструктивну греду зграде 3. августа 2013. године, чиме је торањ постао највиша зграда у Кини и друга по висини на свету. Церемонија завршетка конструкције одржана је на месту постављања последње греде. Током церемоније, суоснивач Генслера Арт Генслер изјавио је:
Шангајски торањ представља нови начин дефинисања и стварања градова. Укључујући најбољу праксу у одрживости и дизајну високих перформанси, уткајући зграду у урбано ткиво Шангаја и увлачећи живот заједнице у зграду, Шангајски торањ редефинише улогу високих зграда у савременим градовима и подиже меру за следећу генерацију супер-висина.
Главни архитекта пројекта Џун Сија рекао је: „Завршетком Шангајског торња, трио Луџиазуи послужиће као запањујући приказ наше прошлости, наше садашњости и безграничне будућности Кине.” Гу Џијанпинг, генерал менаџер компаније Shanghai Tower Construction, изразио је жељу компаније „да обезбеди квалитетнији канцеларијски и тржни простор, као и да допринесе потпуности функционалности градског хоризонта и читавог региона”.
У јануару 2014. године, крунска структура куле прешла је висину од 600 метара када је њена изградња ушла у завршну фазу. Крунска структура куле завршена је у августу 2014. године, а фасада је завршена недуго затим. Унутрашња конструкција куле и електрична опрема завршени су крајем 2014. године. Отварање је постепено вршено током лета 2016. године.

## Тренутни статус
Торањ се суочио с проблемима при привлачењу станара због одсуства свих потребних дозвола од локалне ватрогасне службе и немогућности добијања званичне употребне дозволе (на крају добијене крајем јуна 2017). Након извештаја из јуна 2017. године, приближно 60% зградиног пословног простора је закупљено, али само 33% тих станара се уселило, остављајући читаве спратове куле празним; луксузни Ј хотел такође још увек није отворен. Неке од компанија које имају своје канцеларије у торњу су Alibaba, Intesa Sanpaolo и AllBright Law Offices. Од 2019. године, 55 спратова стоји празно.
Године 2020. дошло је до великог цурења воде са 60. на 9. спрат куле што је оштетило велику количину канцеларијске опреме и електронике. Речено је да је проблем решен и да ће се извршити свеобухватан преглед на спрату где је почело цурење. Неки корисници кинеских друштвених медија критиковали су цурење као типично за резултате тофу-дрег пројеката. Према локалном листу Shanghai Observer, мрежом су кружили дезинформациони видео снимци који показују да је плафон куле срушен, али ово су заправо били снимци из тржног центра у Нанингу из 2016. године.

## Планови спратова
| Спрат             | Намена                                                                       |
| ----------------- | ---------------------------------------------------------------------------- |
| 128. спрат        | Механички слој 9                                                             |
| 125—127. спрат    | Концертна хала Хала за изложбе Прилагођени пригушивач масе                   |
| 122—124. спрат    | Механички слој 8                                                             |
| 121. спрат        | Видиковац                                                                    |
| 120. спрат        | Ресторани                                                                    |
| 118. и 119. спрат | Видиковац                                                                    |
| 116. и 117. спрат | Механички слој 7                                                             |
| 111—115. спрат    | Продавнице                                                                   |
| 110. спрат        | ВИП Бизнис центар                                                            |
| 105—109. спрат    | Ј хотел председнички апартман, Супер делукс соба                             |
| 104. спрат        | Ресторан, ВИП соба                                                           |
| 103. спрат        | Тематски ресторани, Луксузни бутик вински подрум, Хала за банкет             |
| 102. спрат        | Кафетерија                                                                   |
| 101. спрат        | Ј хотел небески лоби, Небески бар                                            |
| 99. и 100. спрат  | Механички слој 6                                                             |
| 86—98. спрат      | Ј хотел стандардне собе, Делукс собе                                         |
| 85. спрат         | Спа-центар, фитнес центар                                                    |
| 84. спрат         | Базен, Бар, Небеске баште                                                    |
| 82. и 83. спрат   | Механички слој 5                                                             |
| 70—81. спрат      | Канцеларијска зона 5                                                         |
| 68. и 69. спрат   | Небески лоби                                                                 |
| 66. и 67. спрат   | Механички слој 4                                                             |
| 54—65. спрат      | Канцеларијска зона 4                                                         |
| 52. и 53. спрат   | Небески лоби                                                                 |
| 50. и 51. спрат   | Механички слој 3                                                             |
| 39—49. спрат      | Канцеларијска зона 3                                                         |
| 37. и 38. спрат   | Небески лоби                                                                 |
| 35. и 36. спрат   | Механички слој 2                                                             |
| 24—34. спрат      | Канцеларијска зона 2                                                         |
| 22. и 23. спрат   | Небески лоби                                                                 |
| 20. и 21. спрат   | Механички слој 1                                                             |
| 8—19. спрат       | Канцеларијска зона 1                                                         |
| 6. и 7. спрат     | Механички слој                                                               |
| 5. спрат          | Конференцијски центар                                                        |
| 3. и 4. спрат     | Продавнице и ресторани                                                       |
| 2. спрат          | Балска сала, Бутик канцеларијски лоби, продавнице и ресторани                |
| 1. спрат          | Канцеларијски лоби, хотелски лобији, продавнице и ресторани                  |
| B1                | Улаз на спрат за разгледање, продавнице и ресторани                          |
| B2                | Улаз на станицу метроа, продавнице и ресторани                               |
| B3—B5             | Паркинг, подручја за руковање са теретом, хотелска логистика, механички слој |